# Conistra canaria
Conistra canaria là một loài bướm đêm trong họ Noctuidae.